# William Kaastrup
William Elgaard Kaastrup (* 21. März 2004 in Kokkedal) ist ein dänischer Fußballspieler. Er gehörte den Kadern der altersgemäßen Nachwuchsnationalmannschaften an.

## Karriere im Vereinsfußball
William Kaastrup spielte bei Boldklubben Søllerød-Vedbæk und wechselte später in die Fußballschule des FC Kopenhagen, bevor er sich im Januar 2023 Randers FC anschloss. Ursprünglich sollte der Wechsel im Sommer 2023 erfolgen. Am 23. April 2023 gab Kaastrup im Alter von 19 Jahren beim 4:0-Auswärtssieg gegen Brøndby IF sein Profidebüt in der Superligaen. Er kam im Ligaalltag zu insgesamt vier Einsätzen.

## Karriere in der Nationalmannschaft
William Kaastrup ist dänischer Nachwuchsnationalspieler und kam bisher sowohl für die U18 als auch für die U19 zum Einsatz.